# هالة (اسم)
- هالة شوكت ممثلة سورية
- هالة صدقي ممثلة مصرية
- هالة فاخر ممثلة مصرية وهي ابنة الفنان المصري فاخر فاخر
- هالة فؤاد ممثلة مصرية راحلة وزوجة الفنان الراحل أحمد زكي
- هالة سرحان مذيعة مصرية
- هالة خليل مخرجة مصرية
- هالة هادي مطربة وممثلة أردنية